# Kick Start Wheelie King
Kick Start Wheelie King (キックスタートウィーリーキング?, Kikku Sutāto Uīrī Kingu), a volte semplicemente Kick Start, è un videogioco di motociclismo per arcade sviluppato e pubblicato dalla Taito nel 1984.

## Modalità di gioco
Kick Start Wheelie King mette il giocatore alla guida di una motocicletta (l'avatar che sta in sella è visto in terza persona) lungo una strada a senso unico ricca di curve, in una corsa contro i 2 minuti e 30 secondi di tempo per cercare di raggiungere il traguardo e passare al livello successivo. 
Come in altri titoli di questo tipo i punti vengono ottenuti gradualmente con il continuo accelerare, e se ne possono guadagnare di aggiuntivi sorpassando dei motociclisti in sosta. Durante la sessione il giocatore potrebbe cadere dal mezzo e perdere 10 secondi sul timer quando fuoriesce dalla strada, oppure urtando contro uno di quei corridori o i barili disseminati per il percorso. La moto non ha la capacità di frenare, quindi, per girare su delle curve strette o qualche volta moderare la velocità bisogna cambiare marcia (in tutto sono tre) premendo il pulsante apposito.
Infine, quando il tempo a disposizione sarà scaduto la partita finisce.

## Accoglienza
In Giappone, la rivista Game Machine elencò Kick Start Wheelie King nel numero del 1º agosto 1984 come la terza unità arcade di maggior successo del mese.